# 陶輪
陶輪是一種製作圓形陶器的陶藝工具，一般在拉胚過程中都要用到陶輪。陶輪也用於乾胚的修型及上色，雖然在歐亞非大陸陶輪被廣泛使用，但在哥倫布登錄美洲大陸前，美洲原住民只使用盤條法及反復敲打等相對落後的方法加工陶器等相對落後的工藝加工陶器。